# Сент Од
Сент Од (на френски: Sainte-Ode) е селище в Южна Белгия, окръг Бастон на провинция Люксембург. Населението му е около 2300 души (2006).